# اریکا اماتو
اریکا اماتو (انگلیسی: Erika Amato؛ زادهٔ ۷ دسامبر ۱۹۶۹) یک هنرپیشه و خواننده اهل ایالات متحده آمریکا است. وی از سال ۱۹۹۲ میلادی تاکنون مشغول فعالیت بوده‌است.